# Macromitrium zikanii
Macromitrium zikanii är en bladmossart som beskrevs av Theodor Carl Karl Julius Herzog 1924. Macromitrium zikanii ingår i släktet Macromitrium och familjen Orthotrichaceae. Inga underarter finns listade i Catalogue of Life.